# Ириарте, Шарль
Шарль Ириа́рте (фр. Charles Yriarte; 5 декабря 1832 — 10 апреля 1898) — французский писатель и рисовальщик.
Был инспектором национальных приютов. Известен деятельным сотрудничеством в «Le Monde illustré», «Vie Parisienne», «Figaro» и других газетах и журналах, а также серией остроумных сочинений (подписанных иногда псевдонимом «Junior» или «Marquis de Villemer»); «Portraits», «La société espagnole», «Paris grotesque, les célébrités de la rue de 1815 à 1863», «Les Prussiens à Paris» и др. Много переводил с испанского.